# Mark Schaevers

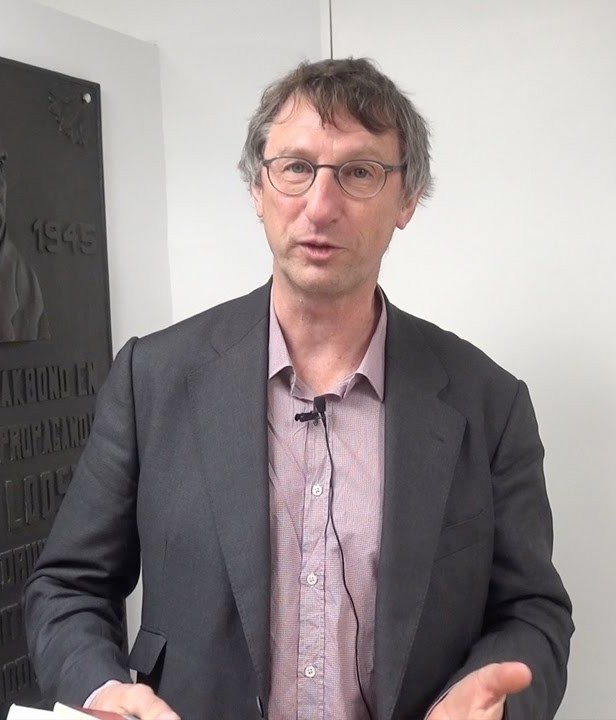
Mark Schaevers, 2016

Mark Schaevers (1956) is een Belgisch journalist, auteur en redacteur bij het weekblad Humo.

## Levensloop
Schaevers studeerde Germaanse talen van 1974 tot 1978. Hierna heeft hij een jaar als leraar gewerkt en is vervolgens bij de uitgeverij Kritak in Leuven gaan werken.

Hierna trad hij in dienst bij het weekblad Humo als journalist. Bij dit weekblad schreef hij over politiek en literatuur. Ook heeft hij daar een tijdje de rubriek Dwarskijken verzorgd. In 1996 trad hij in dienst van de krant De Standaard, waar hij de literaire bijlage Standaard der Letteren verzorgde.

In 2001 keerde hij terug naar het weekblad Humo, waar hij tussen 2001 en 2004 co-hoofdredacteur was samen met Jörgen Oosterwaal. Ook bewerkte hij het citatenboek Groepsportret van Hugo Claus tot een theaterstuk. Het ging om een monoloog die door Josse De Pauw vertolkt werd. In 2011 stelde hij het boek De wolken: uit de geheime laden van Hugo Claus samen uit de papieren nalatenschap van Hugo Claus.

## Theater
- 2008 - De versie Claus, monoloog, gespeeld door Josse De Pauw.

## Onderscheidingen
- 2015 - Gouden Boekenuil met Orgelman
- 2025 - De Boon (publieksprijs) voor De levens van Claus